# Evelyn Beatrice Hall
Evelyn Beatrice Hall (1868 – 13 de abril 1956), que escrevia sob o pseudônimo de S.G. Tallentyre, foi uma escritora britânica mais conhecida por sua biografia de Voltaire intitulada "Os Amigos de Voltaire", que concluiu em 1906.
Na biografia sobre Voltaire, Hall escreveu a frase "Eu desaprovo o que dizeis, mas defenderei até a morte vosso direito de dizê-lo" (que muitas vezes é atribuída de forma errônea a Voltaire) como uma ilustração das crenças de Voltaire. A citação de Evelyn Beatrice Hall é muito referenciada para descrever o princípio da liberdade de expressão, ela também é citada como sendo da obra: Voltaire in His Letters: Being a Selection from His Correspondence, na pág. 65 no livro: A História da Filosofia de Will Durant de 1928.
Evelyn Beatrice Hall parecia ser uma influência importante na vida de seu cunhado, Hugh Stowell Scott (pseudônimo de Henry Seton Merriman). Após a sua morte, em 1903, Scott deixou 5 000 libras a Hall, escrevendo "em sinal de minha gratidão pela sua assistência continuada e aconselhamento literário, sem os quais eu nunca teria sido capaz de ter ganhado a vida com minha caneta".